# Alexander Neuhuber

Mag. Alexander Neuhuber

Alexander Neuhuber (* 8. März 1964 in Linz) ist ein österreichischer Unternehmer und Politiker (ÖVP). Er war von 1996 bis 2015 Abgeordneter zum Wiener Landtag und Gemeinderat.

## Ausbildung und Beruf
Der Vater von Alexander Neuhuber, Franz Neuhuber, war Leiter der Agrar- und Forstrechtsabteilung beim Amt der Oberösterreichischen Landesregierung. Alexander Neuhuber legte seine Matura 1982 am Jesuitengymnasium Kollegium Aloisianum in Linz-Freinberg ab und übersiedelte nach der Ableistung des Präsenzdienstes nach Wien, wo er später Geschichte studierte. Seit 1985 ist er Mitglied der katholischen Studentenverbindung KaV Marco-Danubia Wien im ÖCV sowie der katholischen Schülerverbindungen K.Ö.St.V. Nibelungia 1901 zu Linz (seit 1979) und der K.Ö.St.V. Amelungia zu Linz (seit 1984), beide im MKV. Während seines Studiums war er bereits in der Immobilienbranche tätig und gründete 1988 das Maklerunternehmen Neuhuber & Partner. 1992 schloss Alexander Neuhuber sein Studium erfolgreich mit der Sponsion zum „Magister phil.“ ab. 
1994 übernahm Neuhuber die Generalrepräsentanz für Österreich von DTZ (Debenham Thorpe Zadelhoff, später Debenham Tie Leung), einem weltweit tätigen Immobilienberatungsunternehmen. 2001 verkaufte er die Firma, damals auf Platz drei der Liste der größten österreichischen Gewerbemakler, an seine britischen Partner und schied aus den operativen Funktionen der DTZ aus. Danach wurde die MAGAN Holding GmbH, (MAGAN = MAG Alexander Neuhuber), ursprünglich als reine Holdinggesellschaft für Beteiligungen gedacht, das operative Unternehmen des bekannten Experten. Im Fokus der Tätigkeit stand hinkünftig die strategische Beratung von Immobilien Investoren.
So hatte Neuhuber jahrelang mehrere Aufsichtsratsmandate in Unternehmen des SIGNA Konzerns inne. Ebenfalls war er Mitglied des Aufsichtsrates der CITEC Propety AG, sowie der APCOA Parking Austria AG.
Die MAGAN Firmengruppe ist seit 2004 auch auf dem deutschen Immobilienmarkt tätig und unterhält, neben dem Büro in Wien, mit der Schwestergesellschaft Magan Immobilien GmbH, Büros in Berlin und Leipzig. 
Seit 2018 unterliegen die Geschäftsbereiche Beratung und Beteiligungen einer klaren Trennung in der Firmengruppe. Aus der bekannten MAGAN HOLDING GMBH wurde die MAGAN ADVISORS GMBH, parallel wird mit der MAGAN CAPITAL GMBH ein weiteres Geschäftsfeld bearbeitet.
Die Magan Capital GmbH bietet Private-Equity-Beteiligungsmodelle an deutschen Immobilien. Die dazu gehörigen Besitzgesellschaften heißen oder hießen „Spree Invest“, „Wannsee“, „Marlene“, „Trabi“, „Horch“, „Wartburg“ und „Melkus“.
Mit der Magan Advisors GmbH agiert man weiter als Transaktionsmanager, (=Strukturierungen von Immobilien An- und Verkäufen) für vermögende Privatanleger und institutionelle Investoren. 
In den vergangenen 15 Jahren begleitete das Unternehmen in Deutschland mehr als 300 Transaktionen, mit einem Volumen von über 700 Millionen Euro.
Zehn Jahre lang war Neuhuber Laienrichter aus dem Kaufmannsstand am Oberlandesgericht Wien, verbunden mit der Führung des Funktionstitels „Kommerzialrat“.
Neuhuber ist heute „Fellow“ der elitären britischen Berufsorganisation RICS (Royal Institution of Chartered Surveyors), sowie Mitglied der US-amerikanischen CRE (Counselors of Real Estate).
Er ist gefragter Referent an zahlreichen in- und ausländischen Immobilienkonferenzen.

## Politik
Alexander Neuhuber, gefördert vom früheren ÖVP Wien Obmann Bernhard Görg, wurde 1996 erstmals in den Wiener Landtag und Gemeinderat gewählt, dem er vier Legislaturperioden, bis Ende 2015 angehörte. Gleichzeitig saß er fast 20 Jahre lang im Landesparteivorstand der ÖVP Wien. 
Er war im Rahmen der Ausübung seines Landtagsmandate Mitglied in den Ausschüssen des Wiener Gemeinderates für Wirtschaft, Wohnbau, Planung, sowie im Ausschuss des Stadtrechnungshofes.
Mehr als zehn Jahre lang fungierte er zudem als Obmann des Wirtschaftsbundes, Wien Innere Stadt, einer Teilorganisation der Landes-ÖVP.
Zuletzt war Neuhuber Wirtschaftssprecher seiner Partei, sowie stellvertretender Klubobmann der ÖVP Gemeinderatsfraktion.
Für sein langjähriges Wirken wurde er 2013 mit dem großen silbernen Ehrenzeichen für Verdienste um die Republik Österreich ausgezeichnet.

## Auszeichnungen (Auswahl)
- 2023: Goldenes Ehrenzeichen für Verdienste um das Land Wien[1]